# خطوط تلفن سنتی آنالوگ

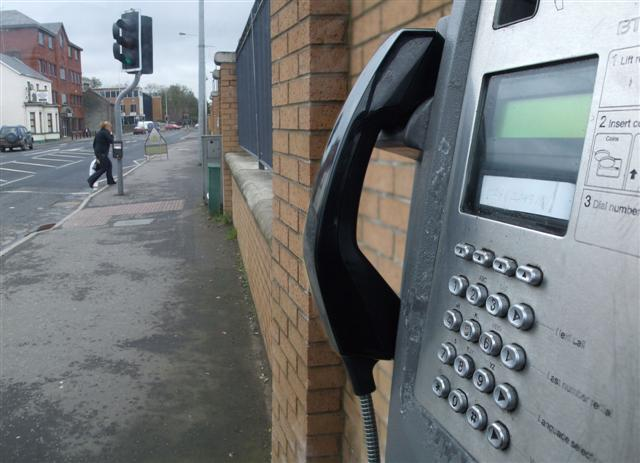
نمونه‌ای از تلفن‌های عمومی که بر روی خطوط پوتس کار می‌کردند

خطوط تلفن سنتی آنالوگ (پوتس) یا خدمات تلفن متداول ساده، پس‌نامی برای درجه-صدای خدمات تلفنی به‌کارگیری انتقال سیگنال آنالوگ بر حلقه مس است. پوتس خدمات استاندارد ارائه شده از شرکت‌های تلفنی از سال ۱۸۷۶ تا ۱۹۸۸ در ایالات متحده بود که شبکه دیجیتال خدمات یکپارچه (ISDN) و رابط نرخ پایه (BRI)، به دنبال آن سیستم‌های تلفن همراه و صدا روی پروتکل اینترنت (VoIP) معرفی شد. پوتس در بسیاری از نقاط جهان شکل بنیادی خدمات ارتباطی تجاری مسکونی و کوچک به شبکه تلفن است. این اصطلاح بیانگر فناوری است که از زمان معرفی سیستم تلفن عمومی در اواخر قرن نوزدهم، به شکلی که اکثراً بدون تغییر مبادی شماره‌گیری تاچ-تون، تلفن‌خانه الکترونیکی و مخابرات فیبر-نوری به داخل شبکه تلفن کلیدشده عمومی (PSTN) در دسترس است.

## مشخصات
پوتس با چندین جنبه مشخص می‌شود:
- ارتباطات دو جهته (دوطرفه کامل).
- استفاده از سیگنال‌دهی متعادل ولتاژ آنالوگ امواج فشار صدا بر روی یک حلقه مس دوسیمه
- محدود به محدوده فرکانس باریک ۳۰۰–۳۳۰۰ هرتز، باندصوتی نامیده می‌شود، که بسیار کمتر از محدوده شنوایی انسان ۲۰–۲۰۰۰۰ هرتز است
- زنگ‌های پیشرفت تماس، مانند بوق آزاد و صدای زنگ
- شماره‌گیری پالس و سیگنال‌دهی چند فرکانس دو-تن (DTMF)
- توابع بورشت: باتری تغذیه (B)، محافظت در برابر ولتاژ بیش از حد (O)، زنگ‌زدن (R)، سیگنال‌دهی (S)، کدگذاری (C)، ترکیبی (H) و آزمایش (T)
- حلقة مبدأ، زمین مبدأ و سیگنال‌دهی E&M